# Maison Paléologue
Ne doit pas être confondu avec paléontologue.
La maison Paléologue (en grec : masc. sing. Παλαιολόγος ; fém. Παλαιολογίνα ; pl. Παλαιολόγοι) est une famille noble d’origine grecque dont est issue la dernière dynastie ayant gouverné l'Empire byzantin. Originaires de Macédoine, les Paléologues s’illustrèrent surtout comme commandants militaires et gouverneurs de provinces. Après la quatrième croisade, divers membres de la famille s’établirent en Épire ou trouvèrent refuge dans l’Empire de Nicée voisin où Michel VIII usurpa le trône en 1259, reprit Constantinople et fut couronné empereur byzantin en 1261. Ses descendants gouvernèrent l’empire jusqu’à la chute de Constantinople aux mains des Turcs ottomans le 29 mai 1453. Pendant cette période, la famille Paléologue gouverna également, de façon intermittente, le despotat de Morée. D’autres s’établirent en Italie où une branche des Paléologues deviendra seigneur de Montferrat, héritage qui sera transféré ultérieurement à la famille Gonzague, qui régnait sur le duché de Mantoue. Le nom a également été porté par des familles phanariotes, sans qu’il soit démontrable (faute d’archives suffisantes) s’il s’agit de descendants, de parents par alliance ou d’homonymes.

## Étymologie et origines
La tradition orale situe les origines de la famille en Italie, plus précisément à Viterbe au nord-ouest de Rome, d’où elle aurait accompagné Constantin le Grand lors de la fondation de Constantinople. Michel VIII, dans une lettre au pape Urbain IV, fera du reste allusion à ses origines viterbiennes. Étymologiquement, « Viterbe » viendrait du latin « vetus verbium » qui se traduit en grec par « palaios logos », c'est-à-dire, littéralement, « mot ancien ». Toutefois nombreuses sont les familles revendiquant de telles origines et cette tradition tient probablement de la légende. En fait leur nom signifie plus ou moins « brocanteur » en grec médiéval. Les Paléologues appartenaient vraisemblablement à la petite noblesse terrienne de Macédoine,. Grâce à un jeu d’alliances avec les anciennes dynasties impériales, Doukas, Ange, Cantacuzène et Comnène, ils surent se propulser au fil des générations aux premiers rangs de l’aristocratie, avant de parvenir à la dignité impériale avec Michel VIII.

## Des débuts à la dignité impériale
Le premier Paléologue dont l’histoire a retenu le nom fut Nicéphore Paléologue (vers 1035-1081), général et strategos de Mésopotamie pendant le court règne de Romain IV Diogène. Partisan des Doukas, il rejoignit l’opposition qui se formait autour du césar Jean Doukas et de Michel Psellos contre Romain. Après la défaite de celui-ci à la bataille de Manzikert (1071), Nicéphore Paléologue fut envoyé combattre Roussel de Bailleul, mercenaire normand qui s’était rebellé contre l’autorité impériale, mais il fut défait. En 1077, on le retrouve « doux » ou duc de Mésopotamie. Nicéphore demeura loyal à l’empereur Michel VII Doukas (empereur 1071-1078), mais accepta de servir Nicéphore Botaniatès lorsque celui-ci devint empereur sous le nom de Nicéphore III (empereur 1078-1081). De la même façon, il resta loyal à ce dernier lors de la révolte d’Alexis Comnène et tenta de jouer les médiateurs entre les deux prétendants. Après l’abdication de Botaniatès, Nicéphore Paléologue accepta l’autorité d’Alexis qu’il accompagna dans sa campagne contre les Normands de Robert Guiscard. Il mourut à la bataille de Dyrrachium le 18 octobre 1081.
Nicéphore eut deux fils, Georges et Nicolas. Également militaire Georges Paléologue, contrairement à son père, soutint d’abord Botaniatès avant de prendre le parti d’Alexis Comnène. Il épousa Anne Doukas, fille d’Andronic Doukas et sœur d’Irène Doukas. Cette dernière étant l’épouse d’Alexis Comnène, Georges devint ainsi le beau-frère de l’empereur dont il fut à la fois l’ami et l’un des meilleurs généraux. En juin 1081, il fut chargé d’organiser la défense de Dyrrachium assiégée par les Normands. Il participa à la bataille du 18 octobre au cours de laquelle les Byzantins furent défaits et son père tué. En reconnaissance de sa bravoure, il fut nommé sébaste quelque temps après. On le retrouve au siège de Kastoriá en octobre 1083 puis aux batailles contre les Petchénègues qui se terminèrent par la victoire byzantine de Lébounion, le 29 avril 1091. Il fut le fondateur du monastère de Saint-Démétrius des Paléologues à Constantinople. Georges eut quatre fils : Nicéphore, arrière-arrière-grand-père du futur Michel VIII Paléologue, Andronic, Michel qui fut nommé sébaste et Alexis dont une descendante, Théodora, devait être la mère du même Michel VIII.

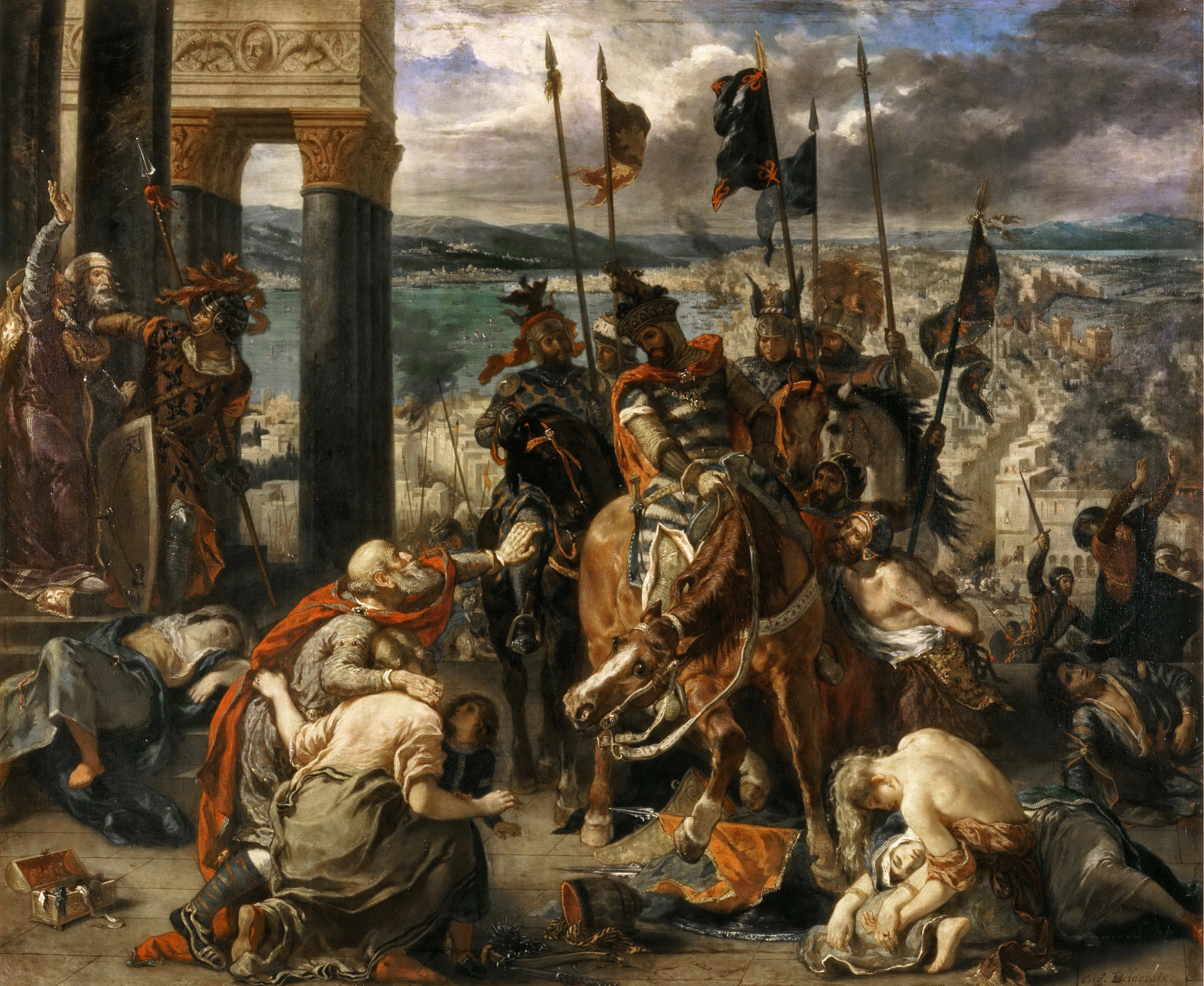
Entrée des croisés à Constantinople d'après une toile d'Eugène Delacroix (1840).

Aux générations suivantes et jusqu’à la chute de Constantinople aux mains des croisés, les Paléologues demeurèrent au sommet de l’aristocratie byzantine comme le megas hetaireiarches Georges Paléologue, probablement petit-fils du précédent. En dépit du titre qui laisse supposer une charge militaire, Georges Paléologue (né vers 1120, mort vers 1168) fut un diplomate de carrière, un généreux donateur et un ami des arts et des lettres. Il fut chargé de missions importantes qui le conduisirent en Hongrie, en Serbie, en Allemagne et jusque chez les Turcs. C’est ainsi qu’en 1162, il alla en Hongrie négocier le mariage de la porphyrogénète Maria Comnène avec le jeune Bella (futur Bella III) qui avait été amené à Constantinople par Alexis Ier et qui fut jusqu’à la naissance du fils d’Alexis, héritier présomptif du trône byzantin. En 1167, il escorta la princesse Maria Comnène jusqu’à Jérusalem où l’attendait son futur époux le roi Amaury. Marié à une princesse géorgienne du nom d’Aspaè, probablement parente des Paléologues, il eut plusieurs enfants dont le sébaste Alexis Paléologue, marié à Irène Comnène (fille d’Alexis III Comnène) et qui fut le père d’Andronic Paléologue.
Andronic Paléologue descendait, par la lignée paternelle d’Anne Doukas et de Georges Paléologue et par la lignée maternelle de Maria Comnène et de Jean Cantacuzène. Militaire de carrière, il fut nommé megas domestikos par Théodore Ier Lascaris ou plus vraisemblablement par Jean Vatatzès. En 1224, il fut chargé de la réorganisation fiscale de la région de Scamandre reconquise sur les Latins. En 1233, il prit la tête d’une expédition contre Rhodes où Léon Gabalas s’était installé et cherchait à faire sécession. Puis il participa aux deux campagnes de Jean Vatatzès contre Thessalonique en 1242 et 1246. Cette dernière expédition se termina par la chute de Thessalonique où Andronic établit sa résidence et occupa la fonction de gouverneur général des possessions européennes de l’empire de Nicée. Vers la fin de sa vie il se fit moine et mourut à Thessalonique en 1247. Il avait épousé en 1213 Théodora, fille du despote Alexis Paléologue, dont il eut au moins quatre enfants : Marie (née vers 1214), Irène (née vers 1218), Michel (né fin 1224 ou début 1225) et Jean (né après 1225).

## La période impériale

L'empire byzantin sous Michel VIII Paléologue, vers 1265.

Michel Paléologue embrassa la carrière militaire et fut gouverneur de Serrès (aujourd’hui en Grèce) et de Melnik (aujourd’hui en Bulgarie) pendant que son père, Andronic, exerçait celle de gouverneur général de l’ensemble de la province. L’importance que prenait la famille Paléologue et ses liens avec les anciennes familles impériales provoquèrent la méfiance de Jean III Vatatzès alors que les qualités militaires de Michel soulevaient sans doute la jalousie du successeur de Vatatzès, l’intellectuel Théodore II. Tout en reconnaissant ses qualités militaires, Théodore se méfiait à tel point de Michel que lorsqu’il dut lui confier le commandement de l’expédition d’Épire, il n’osa pas lui donner les troupes suffisantes pour accomplir sa mission. De retour à Nicée, Michel Paléologue fut arrêté et se trouvait en prison au moment de la mort de Théodore II,,.
Neuf jours après la mort de l’empereur, une sédition, vraisemblablement ourdie par Michel Paléologue lui-même, conduisait à l’assassinat de Georges Muzalon nommé régent au nom de Jean IV, fils de Théodore, âgé de 8 ans. Une assemblée des grands réunie pour désigner un nouveau régent élut immédiatement Michel Paléologue qui fut libéré de prison, nommé megas doux en septembre, puis despote en novembre, titre venant depuis Manuel Ier Comnène tout juste après celui de basileus. Il ne lui restait plus qu’à être couronné coempereur, ce qu’il fit le 1er janvier 1259, en même temps que le jeune Jean IV. Mais alors que Michel et son épouse Théodora, une petite-nièce de Jean Vatatzès, recevaient la couronne impériale, Jean IV devait se contenter d’une calotte ornée de perles. Dès lors, Michel se consacra à la reconquête de Constantinople que menaçait la triple alliance formée de Manfred de Sicile, du despote d’Épire et du prince d’Achaïe avec l’appui du roi serbe Uroš Ier. Grâce à son frère, le sébastocrate Jean Paléologue, il réussit à vaincre les coalisés lors de la bataille de Pélagonie à l’automne 1259. Le but fut atteint en juillet 1261 lorsque le général Alexis Stratégopoulos s’empara de Constantinople. Michel Paléologue put ainsi faire son entrée dans la ville le 15 août 1261 et être à nouveau couronné cette fois comme basileus d’un empire restauré après avoir fait aveugler le jeune Jean IV et l’avoir relégué à la forteresse de Dakibyze,.

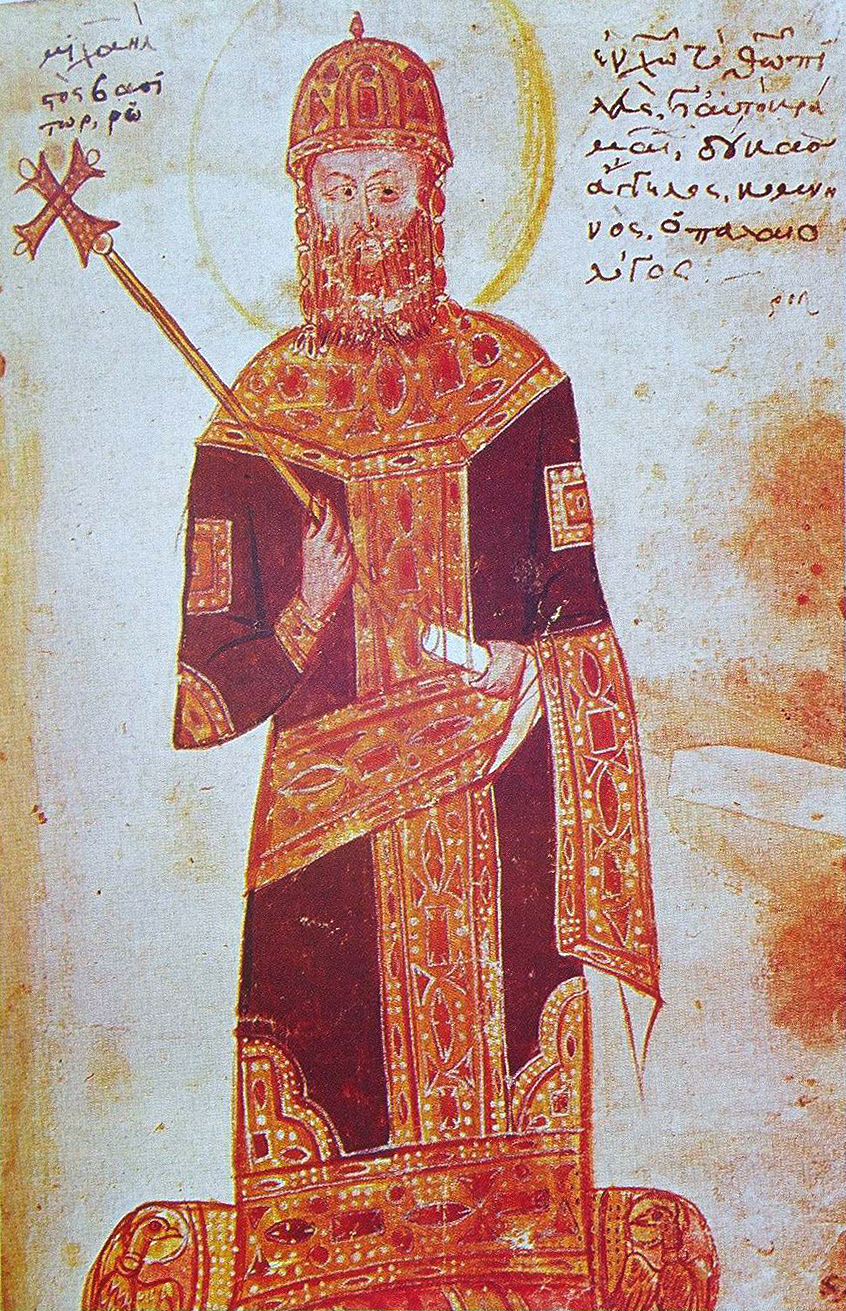
Michel VIII Paléologue, restaurateur de l'empire byzantin unifié et premier souverain de la dynastie des Paléologues.

Pendant deux siècles les Paléologues régneront sur cet empire devenant ainsi la dynastie ayant occupé le trône plus longtemps qu’aucune autre auparavant. Toutefois, le territoire de cet empire ne cessera de se resserrer sous leur gouverne jusqu’à ne plus comprendre que Constantinople et ses abords immédiats. Sur le plan intérieur, des querelles au sein de la famille Paléologue conduiront à une série de guerres civiles qui affaibliront encore plus l’empire. Sur le plan extérieur, la famille impériale cherchera à compenser par des alliances matrimoniales la faiblesse de ses armées à une époque où l’empire devra se défendre autant contre les royaumes chrétiens d’Occident que contre la puissance grandissante des Turcs.
C’est ainsi que pour se prémunir des dangers que représentait la Hongrie et la politique expansionniste de la Serbie au nord, le fils de Michel VIII, Andronic II Paléologue (empereur 1282-1328) épousa en premières noces Anne de Hongrie et maria sa fille Simonide, âgée de 5 ans, au roi serbe Uroš II Miloutin concédant à celui-ci « à titre de dot » les forteresses qu’Uroš avait conquises d’Ohrid à Štip en passant par Strumica,. En Anatolie, Andronic II envoya son fils, Michel IX, marié à Rita d’Arménie et nommé coempereur en 1281, et l’hétériarque Georges Mouzalon attaquer les Turcs qui avaient mis le siège devant Nicomédie ; tous deux furent battus à la bataille de Bapheus en 1302,.
C’est également sous le règne d’Andronic II que débutèrent les conflits entre les différentes générations de Paléologues. Déjà dans la soixantaine, Andronic II avait un petit-fils, Andronic III, jeune homme de mœurs dissolues, couronné coempereur en 1316 du vivant de son père Michel IX, dont les gardes du corps tuèrent par erreur le frère, Manuel. Michel IX devait en mourir peu après de douleur pendant qu’Andronic II déshéritait Andronic III au profit de son second fils Constantin. Il s’ensuivit une guerre civile qui dura sept ans pendant laquelle Andronic III, avec l’appui de Jean Cantacuzène et d’Alexis Apokaukos, souleva une grande partie de la population en promettant d’importantes baisses d’impôts et d’alléchantes pronoïa à ses partisans. En 1325, Andronic III fut couronné empereur associé à son grand-père au terme d’une entente qui partageait les zones d’influence entre les deux empereurs, Andronic II demeurant à Constantinople et Andronic III à Didymotique. Ceci affaiblissait le gouvernement impérial et bientôt le panhypersébaste Jean Paléologue, neveu d’Andronic II et gouverneur de Thessalonique décidait de séparer son territoire de l’empire avec l’aide du roi des Serbes. En 1327 la guerre reprit entre les deux empereurs, Andronic II ayant pour allié la Serbie et Andronic III la Bulgarie. À la faveur de la politique des alliances matrimoniales, les puissances étrangères s’immisçaient dans les affaires intérieures de l’empire. Finalement, Andronic III contraignit son grand-père à abdiquer et à se retirer dans un monastère ,. De 1328 à 1341 Andronic III régna donc seul avec l’aide du megas domestikos Jean Cantacuzène. S’il parvint à réunir temporairement la Thessalie et l’Épire à l’empire, il ne put arrêter l’avance des Ottomans en Bithynie, ni celle des Serbes en Macédoine,.

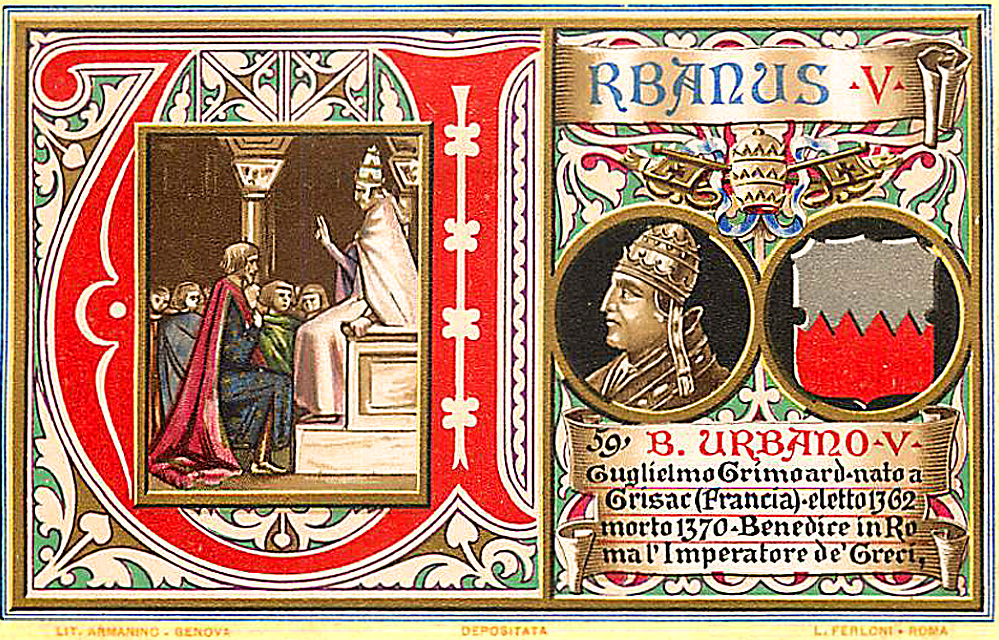
Le pape Urbain V reçoit à Rome Jean V Paléologue qui se convertit au catholicisme pour obtenir l'aide de l'Occident.

La mort d’Andronic III en 1341 portait sur le trône un enfant de neuf ans, Jean V Paléologue (empereur 1354-1391) qui devait épouser Hélène Cantacuzène. Un conseil de régence dut être mis en place composé de l’impératrice-mère, Jeanne de Savoie, de Jean Cantacuzène et du patriarche Jean XIV Kalékas. Bientôt, la discorde éclata entre le patriarche et l’impératrice-mère que sa qualité d’occidentale et de catholique rendait peu sympathique à la population. Il en résulta une deuxième guerre civile (1341-1347) pendant laquelle les Ottomans en profitèrent pour prendre pied en Europe. La guerre se termina par un accord entre Cantacuzène et l’impératrice-mère au terme duquel Jean Cantacuzène, qui s’était entre-temps proclamé empereur à Didymotique sous le nom de Jean VI, régnerait conjointement avec Jean V, tout en assumant le rôle d’empereur senior pendant dix ans. Après une période de relations plutôt harmonieuses, la guerre reprit entre les deux empereurs et se termina par la victoire de Jean V Paléologue et le retrait de Jean VI Cantacuzène dans un monastère. Jean V pour sa part alla demander le secours de l’Occident contre les Turcs, se convertissant même au catholicisme; mais devant l’absence de secours il dut se résoudre à trouver un compromis avec les Turcs dont il devint le vassal,,,,.
Les dernières années de Jean V devaient être le théâtre d’une nouvelle guerre civile (1373-1394), lorsque le fils ainé et héritier de l’empereur, Andronic IV Paléologue, se révolta contre son père, lequel le destitua en faveur de son deuxième fils, Manuel II Paléologue, marié à Hélène, fille de Constantin Dragas. Une première guerre opposa Jean V soutenu par les Ottomans et les Vénitiens et Andronic IV soutenu par les Génois; elle se termina par l’accord de 1381 qui reconnaissait Jean VII, fils d’Andronic IV, comme héritier présomptif, excluant Manuel de la succession,. L’année suivante, Manuel quitta Constantinople pour se rendre à Thessalonique où il se proclama lui-même empereur. Par ailleurs, le quatrième fils de Jean V, Théodore Paléologue, fut promu despote de Morée (voir chapitre suivant). L’empire byzantin, ou ce qui en restait, était en théorie réuni sous la direction des Paléologues, mais en fait divisé en territoires plus ou moins autonomes, Jean V régnant à Constantinople, Andronic IV et son petit-fils Jean VII sur la côte nord de la mer de Marmara, Manuel à Thessalonique et Théodore en Morée. Dans les faits cependant le véritable pouvoir était exercé par les Turcs et les républiques de Venise et Gênes qui favorisaient tantôt l’un, tantôt l’autre au gré de leurs intérêts.

L'empire byzantin vers 1400.

Une nouvelle rébellion de Jean VII se solda par le retour de Manuel II qui bénéficiait de la reconnaissance du nouveau sultan turc, Bayezid Ier. Seul empereur à la mort de Jean V en 1391, Manuel devenu vassal de Bajazet dut accepter la création d’un quartier réservé aux marchands turcs de Constantinople et l’établissement d’un kadi ayant juridiction pour régler les litiges entre ceux-ci, de même qu’il dut prendre part à la campagne de Bajazet en Anatolie. L’entente fut toutefois rompue en 1394 et Bajazet vint mettre le siège devant Constantinople, siège qui devait durer huit ans et au cours duquel Manuel dut se résigner à aller en Occident demander de l’aide pendant que son vieil ennemi, Jean VII demeurait en fonction à Constantinople. Mais aucune aide n’arriva de l’Ouest et Constantinople ne dut sa survie qu’à l’arrivée des Mongols de Tamerlan qui forcèrent Bajazet à lever le siège. De retour à Constantinople, Manuel reprit le gouvernement alors que Jean VII reçut la charge de gouverner Thessalonique avec le titre d’ « empereur de toute la Thessalie ». Il y demeura jusqu’à sa mort en 1408. Manuel profita de la mort de Bajazet et de la dispute entre les fils de celui-ci pour s’assurer du retour à l’empire de certaines villes cédés par les Turcs. Il nomma l’un de ses fils, Andronic, despote de Thessalonique et un autre, Théodore II, despote de Morée.
En 1421, Manuel abdiqua en faveur de son fils Jean VIII Paléologue qui cumula les erreurs, forçant même son père à sortir de sa retraite pendant que Jean VIII comme ses prédécesseurs se rendait en Europe solliciter des secours auprès de Venise et de la Hongrie. L’empire était maintenant réduit à la ville de Constantinople et à ses faubourgs; l’empereur était soumis à un tribut de 100 000 ducats par an au sultan. En Europe, seule Thessalonique et la Morée étaient encore aux mains des Grecs; mais le despote Andronic remit Thessalonique aux mains de Venise et partit pour la Morée avec son fils Jean. Cependant, Thessalonique tomba aux mains des Turcs en 1430 et la Morée dut, à partir de 1446, payer tribut au sultan,.

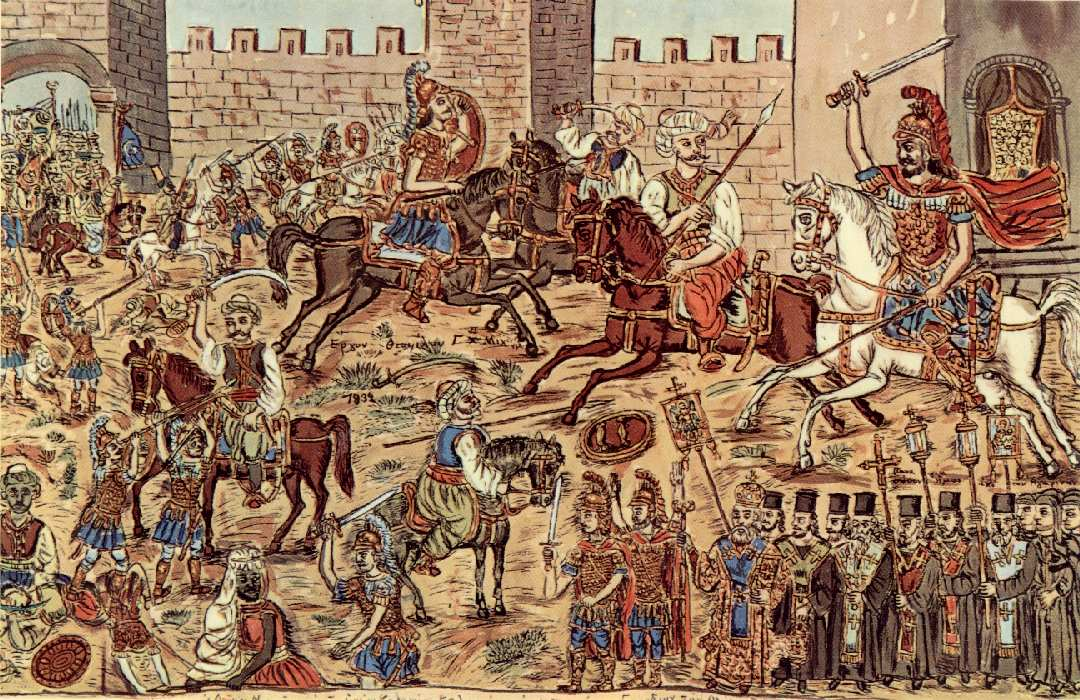
Constantin tentant de repousser les forces de Mehmet II lors de la chute de Constantinople.

Jean VIII n’ayant pas eu d’enfants en dépit de trois mariages et ses frères Théodore et Andronic étant morts avant lui, le trône revint à son autre frère, Constantin XI (1449-1453). Surnommé Dragas du nom de sa mère, il devait être le dernier souverain de Byzance. Celui-ci était arrivé en Morée en 1428 pour partager le despotat avec ses frères Théodore II et Thomas. Pendant son règne de vingt ans comme despote, il restaura l’hexamilion et parvint à reconquérir Patras et Athènes, mais son rêve de voir l’ensemble de la Grèce revenir à l’empire s’écroula lors de la campagne ottomane de 1446. Proclamé empereur à Mistra en janvier 1449, il se dirigea vers Constantinople où il n’y eut pas de couronnement. L’union avec Rome ayant été décrétée par Jean VIII, un tel couronnement par un patriarche unioniste aurait provoqué des tensions religieuses dans la population. En 1451, le sultan Mourad II mourut et fut remplacé par son fils Mehmed II lequel se fixa comme objectif la conquête de Constantinople dont il commença le siège l’année suivante par la construction de la forteresse de Rumeli Hisar. Malgré le courage dont fit preuve l’empereur, il fut impossible de résister aux attaques de Mehmet et la ville tomba le mardi 29 mai 1453, emportant avec elle le dernier empereur Paléologue qui disparut dans la mêlée,,.

## Les Paléologues dans le Péloponnèse

Carte montrant les principales villes de Grèce au Moyen Âge.

On assiste sous les Paléologues à d’importantes modifications du système impérial. D’une part, on note le rôle accru que joue le coempereur. La fonction n’est plus seulement une façon d’assurer la permanence d’une dynastie sur le trône. Dans un empire de plus en plus décentralisé, l’empereur a besoin d’un assistant à qui déléguer une partie de ses responsabilités ; le coempereur ne règne plus dans l’ombre du basileus principal, mais est investi de véritables pouvoirs. D’autre part les Paléologues ont tendance à choisir les gouverneurs de province dans le cercle de la famille impériale en qui ils peuvent avoir confiance. Vu l’importance grandissante et l’autonomie qu’avaient acquises les grands propriétaires terriens, le gouverneur d’une province constituait souvent le seul lien entre celle-ci et le pouvoir central. Bien qu’essentiellement centrifuge, cette forme de féodalisme n’était pas sans rappeler celle, plus centripète, que les Latins avaient introduite dans la région. Déjà, la deuxième femme de l’empereur Andronic II, Irène (auparavant Yolande) de Montferrat avait exigé que le territoire impérial soit divisé entre les princes sur le modèle latin. Le refus de son mari conduisit à une brouille : Irène quitta Constantinople pour Thessalonique où elle complota avec le roi des Serbes pour assurer à l’un de ses fils la succession du trône de Serbie. Si le modèle latin était inconciliable avec l’idéal grec d’un autocrate, on n’en arriva pas moins à une formule de compromis, celle des apanages, selon laquelle différents princes se voyaient attribuer des territoires où ils gouvernaient pratiquement seuls sous l’autorité nominale de l’empereur de Constantinople. Enfin, les mariages entre princes porphyrogénètes et étrangères, pratiquement interdits sous Constantin VII devinrent au XIIe siècle un instrument de politique étrangère. Ainsi, Andronic II épousa en 1284 Irène, fille du marquis de Montferrat (voir plus bas), afin de mettre fin aux prétentions de cette maison à la couronne royale de Thessalonique, prétentions que la fin du royaume avait rendues assez illusoires, mais qui, en étant transférées à l’impératrice de Byzance, réunissaient juridiquement les deux territoires. Andronic III épousa Adélaïde (Irène) de Braunschweig et Anne de Savoie, alors que le fils d’Andronic II, Théodore épousa Argentina Spinola et devint marquis de Montferrat,.
Après la reconquête de Constantinople et la perte de l’Anatolie aux mains des Turcs ottomans, le Péloponnèse devint la plus riche région de l’empire fournissant une bonne partie des recettes fiscales et des vivres nécessaires à sa survie. Il n’est donc pas surprenant que l’empereur ait voulu y nommer comme gouverneurs différents membres de la famille impériale. Il arriva même que plusieurs frères règnent simultanément sur un même territoire, se querellant fréquemment entre eux ou cherchant par ce moyen à arriver au trône impérial.

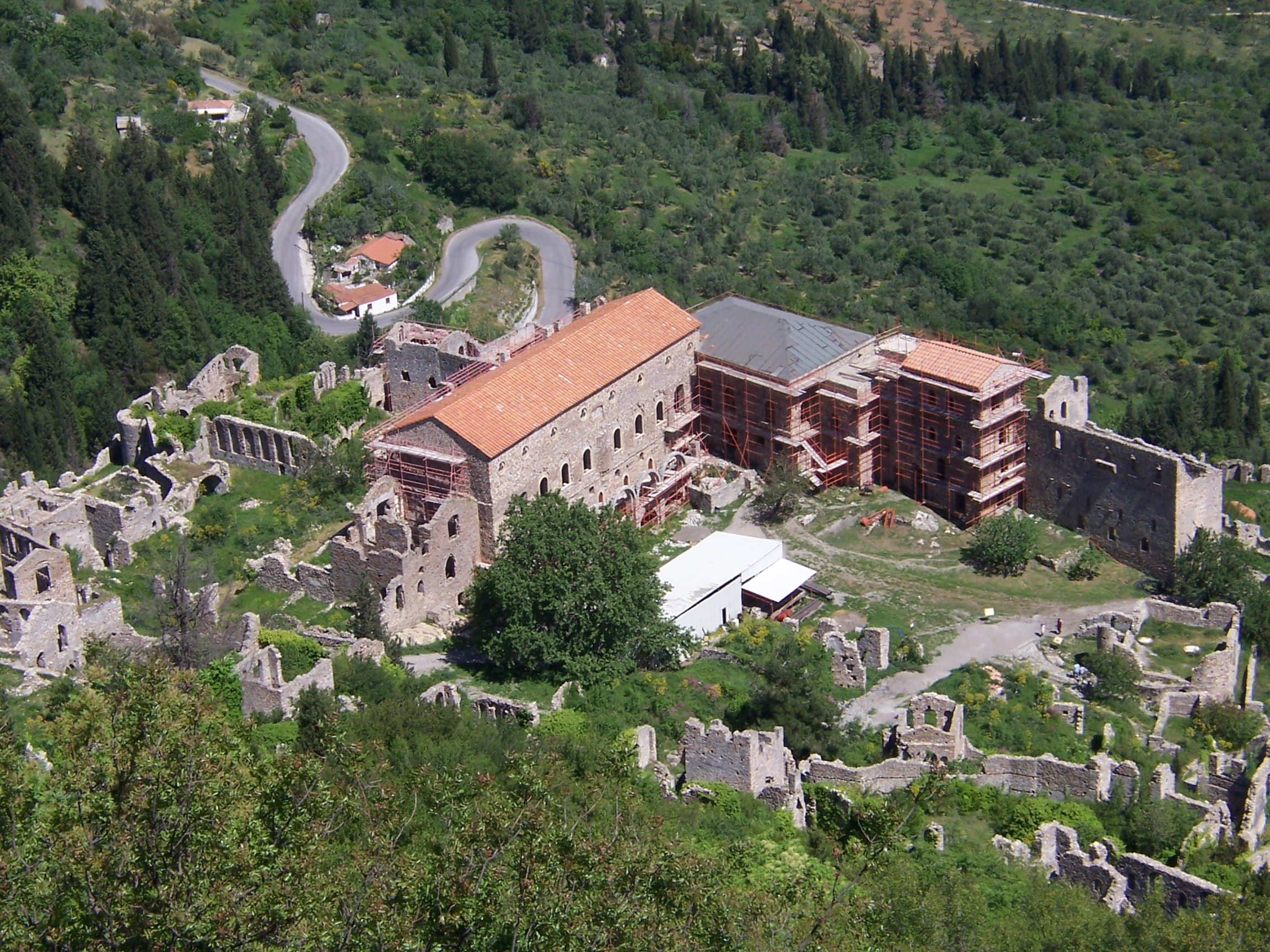
Le palais de Mistra, qui devint la capitale du despotat de Morée.

La bataille de Pélagonia en 1259 mit fin aux ambitions des Anges sur l’Épire. En même temps, elle révélait l’intérêt que représentait le Péloponnèse pour Michel Paléologue alors régent de l’empire de Nicée en vue de la reconquête de Constantinople. Cette bataille opposa Michel d’Épire et Guillaume de Villehardouin, prince d’Achaïe, aidés par un contingent de Valaques, à Jean Paléologue, frère du régent Michel Paléologue. Fait prisonnier et amené à Nicée, Guillaume de Villehardouin se vit offrir sa liberté en échange des forteresses de Monemvasia, du Grand Magne et Mistra. Guillaume put ainsi retourner dans ses terres mais comme vassal de Michel Paléologue pendant qu’un gouverneur byzantin exerçait le pouvoir effectif avec le titre de képhalè à partir de Mistra qui devint la capitale de la Morée . Mais devant ce qui fut perçu comme une tentative d’insubordination de Guillaume de Villehardouin, Michel envoya son plus jeune frère, le sébastocrate Constantin et un régiment de mercenaires turcs auquel se joignirent bon nombre de Mélinges (tribu du Taygète) et de gasmoules. Vaincu à plusieurs reprises, Constantin fut rappelé à Constantinople. Une trêve fut conclue entre Michel Paléologue et Guillaume de Villehardouin en fonction de laquelle le coempereur Andronic Paléologue épouserait la fille ainée de Guillaume (qui n’avait pas d’héritier mâle) et que le jeune couple hériterait de la principauté d’Achaïe. Cette proposition fut toutefois rejetée par la Haute Cour de la principauté dont les barons craignaient pour leurs propres droits féodaux si l’empereur grec devenait leur suzerain.
La guerre reprit donc, les Grecs conservant la forteresse imprenable de Mistra. Guillaume de Villehardouin mourut en 1278, sa fille ayant épousé entretemps le deuxième fils de Charles d’Anjou qui projetait de conquérir Constantinople. Cette tentative devait se terminer par le massacre des Vêpres siciliennes dans la lointaine Palerme qui força Charles à abandonner ses prétentions. Après une période de flottement, le siège du gouvernement qui avait été transféré à Monemvasie retourna à Mistra et un nouveau gouverneur, Mathieu Cantacuzène, y demeura huit ans (1308-1316) avec le titre d’épitropos (intendant). Son successeur, Andronic Paléologue Asên, appartenait à la haute noblesse ; son père avait été tsar de Bulgarie et sa mère était la sœur d’Andronic II. Il demeura à Mistra de 1315 ou 1316 jusqu’en 1321.

Charles d'Anjou rêvait de conquérir Constantinople. En 1277, il acheta les droits sur le royaume de Jérusalem et modifia son blason en conséquence.

Jean Cantacuzène devenu empereur en 1347 envoya son second fils, Manuel, qui portait déjà le titre de despote, gouverner la Morée. Le prestige du titre et les communications souvent interrompues entre Mistra et Constantinople firent en sorte que le territoire se transforma bientôt en apanage plus ou moins autonome. C’est à partir de Manuel que l’on peut parler véritablement du despotat du Péloponnèse ou de Morée. Manuel gouvernera la Morée de 1348 à 1380. Son frère ainé, Mathieu lui succéda de 1380 à 1383, puis le fils de ce dernier, Démétrios, de 1382 à 1383.
Les Paléologues devaient revenir en Morée lors du compromis de 1381 qui mettait fin au conflit entre Jean V, Jean VI et Andronic IV : Jean V demeurait l’empereur sénior, Andronic recevrait un apanage en Thrace avec le titre d’empereur, Manuel recevrait Thessalonique et ce qui restait de la Macédoine byzantine aussi avec le titre d’empereur, alors que Théodore héritait du Péloponnèse avec le titre de despote.
Théodore Ier était le quatrième fils de Jean V et d’Hélène Cantacuzène, la fille de Jean VI. Pendant la guerre entre son frère ainé, Andronic, et Jean V, il avait pris le parti de son père peut-être moins par respect pour celui-ci que par affection pour son deuxième frère, Manuel, qui devait devenir empereur et avec lequel il entretint toujours d’étroites relations. Une fois installé à Mistra, il se désintéressa complètement de la guerre civile qui se poursuivait à Constantinople et administra son territoire en toute indépendance jusqu’à ce que Manuel devienne empereur. Pendant son règne, Théodore fut constamment en guerre avec ses voisins, voulant étendre son territoire. Après de nombreuses difficultés au cours desquelles il chercha l’aide des Vénitiens contre les Turcs, Théodore finit par céder Corinthe aux Hospitaliers de l’ordre de Saint-Jean de Jérusalem. Non content de cette ville, l’Ordre voulut s’agrandir et prendre possession non seulement de Kalávryta, mais aussi de la capitale Mistra. Théodore aurait probablement consenti à la chose n’eut été à la fois de la révolte des populations concernées et, surtout, de l’interdiction formelle que fit Bajazet, le sultan turc, qui ne voulait pas voir l’Ordre dans la péninsule. L’arrivée de Tamerlan et la défaite de Bajazet devaient donner un répit aux Grecs lesquels parvinrent à négocier un accord par lequel Théodore donna Salona, abandonnée par les Turcs, à l’Ordre contre Kalavryta et leurs prétentions sur Mistra. Peu après, sentant sa fin approcher, Théodore se retira dans un monastère en 1407 où il mourut sous le nom de Théodoret.
Prévoyant la mort de son frère, Manuel II avait déjà assuré la succession en envoyant son second fils, Théodore II âgé de douze ans, pour lui succéder. L’empire était alors en paix avec le sultanat dont les provinces européennes étaient gouvernées par le fils ainé de Bajazet, Suleyman, qui était hellènophile et qui, en plus de rétrocéder aux Grecs Thessalonique et diverses villes de la côte, avait épousé en 1404 une fille bâtarde du despote Théodore Ier. En juillet 1414, Manuel quitta Constantinople pour passer plusieurs mois dans le Péloponnèse, en profitant pour installer son troisième fils, Andronic Paléologue comme despote de Thessalonique. Durant cette visite, Manuel dut aussi réprimer une révolte des habitants du Péloponnèse à qui il voulait faire payer les frais de la réfection de l’hexamilion. C’est pourquoi, pendant près de deux ans, de 1416 à 1418, le fils ainé de Manuel, le futur Jean VIII, vint séjourner à Mistra pour aider le jeune despote,.
Sur les conseils du pape Martin V, Théodore avait épousé Cléope Malatesta dont le père était en excellents termes avec la république de Venise et dont la famille, les Colonna, était reliée à celle du pape. Le couple n’eut qu’une fille, Hélène, qui devint en 1442 l’épouse de Jean II de Lusignan, roi de Chypre. Les deux époux partageaient une passion pour l’art et la culture et bientôt Mistra devint le centre intellectuel du monde grec. C’est l’époque de Gémiste Pléthon qui rêva de réformer les institutions de l’empire pour revenir aux traditions de l’hellénisme et du paganisme antique.

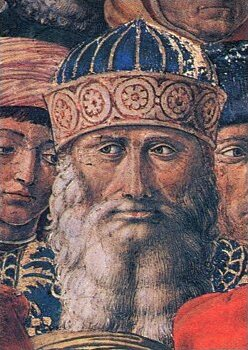
Gémiste Pléthon fut l'un des penseurs les plus originaux de son temps ; il contribua à faire de Mistra un haut lieu de la culture grecque de l'époque.

En 1421, l’empereur Manuel II abdiqua en faveur de son fils Jean VIII Paléologue ; la même année, Mehmet Ier mourait et était remplacé par son fils Mourad. À l’amitié qui avait uni les premiers, devait succéder une période de troubles au cours de laquelle Mourad vint mettre le siège devant Thessalonique gouvernée par Andronic Paléologue. Avec le consentement de sa famille, Andronic offrit la ville aux Vénitiens avant de se réfugier à Mistra.
Deux ans plus tard, en 1423, Jean VIII entreprit un voyage en Europe pour solliciter de nouveaux secours contre les Turcs. Alors qu’il passait par Mistra, Théodore lui fit part de son intention d’abandonner le gouvernement pour entrer dans les ordres. Jean VIII acquiesça à la demande et demanda à son frère Constantin, alors gouverneur de Mesemvria et d’Anchialos sur la mer Noire, de prendre le gouvernement de Mistra. Ce n’est que quatre ans plus tard que le futur Constantin XI arriva à Mistra où Théodore avait entretemps changé d’avis et voulait continuer à gouverner. Il en résulta un accord, supervisé par Jean VIII au terme duquel les deux frères se divisèrent le territoire. Constantin reçut le nord du territoire avec la Messénie, le Magne, Vostitsa et Clarenza. Théodore gardait le sud-est, alors qu’en 1430, un troisième despotat fut créé pour le plus jeune des six frères, Thomas Paléologue, dont le siège fut d’abord Kalavryta avant de passer à Clarenza dans le nord-ouest.
Les trois despotes avaient un autre frère, Démétrios, que Jean VIII avait jugé bon d’éloigner de Constantinople en raison de ses convictions anti-unionistes et pour lequel il avait constitué le petit apanage de Selymbria sur la mer de Marmara. Jean VIII qui avait besoin de l’aide de Constantin proposa d’abord à celui-ci de se rapprocher de la capitale en prenant charge de Selymbria. Puis, Théodore, le plus âgé des frères, qui espérait succéder à Jean VIII proposa à Constantin en 1443 d’échanger leurs despotats respectifs. C’est ainsi que Constantin devint despote de Morée pendant que Théodore prenait charge du despotat de Selymbria où il devait mourir en 1448, quatre mois avant le frère auquel il avait espéré succéder.

Le despotat de Morée vers 1450, montrant la division entre les despotes Thomas et Démétrios.

Rien ne s’opposait plus à ce que Constantin succédât à son frère. Toutefois, Démétrios, qui était aimé de la population de Constantinople en raison de ses sentiments anti-unionistes et qui avait pris la succession du despotat de Selymbria à la mort de Théodore, tenta de le devancer. L’impératrice-mère, Hélène Dragas, dont Constantin était le fils ainé et qui portait encore son nom, se hâta de demander au sultan de reconnaitre son fils comme empereur. Celui-ci ayant accepté et le despote Thomas s’étant également rangé aux côtés de Constantin, Démétrios vit qu’il avait perdu la partie et accepta la nomination de son frère comme empereur de Byzance.
Constantin ayant quitté le Péloponnèse, Thomas et Démétrios se partagèrent la province. Thomas reçut la partie nord-ouest alors que Démétrios recevait la partie sud-est, y compris la capitale Mistra. En dépit de la promesse faite tant à l’empereur et à sa mère qu’au sultan, les deux frères ne cessèrent de se quereller. L’un et l’autre durent faire face à une révolte des Albanais établis dans le Péloponnèse depuis Manuel Cantacuzène et Théodore Ier ; ils ne purent réprimer celle-ci sans l’aide du sultan. Celui-ci fit payer son appui en soumettant les deux despotes à un tribut de dix ou douze mille ducats chacun, somme qu’ils s’avérèrent bientôt incapables de réunir. Constantinople étant entretemps tombée aux mains de Mehmet, celui-ci conduisit en 1458 son armée dans le Péloponnèse où il ravagea le territoire de Thomas avant de se diriger vers celui de Démétrios et de se retirer en octobre vers Constantinople en emmenant plusieurs milliers de prisonniers destinés à repeupler sa nouvelle capitale.

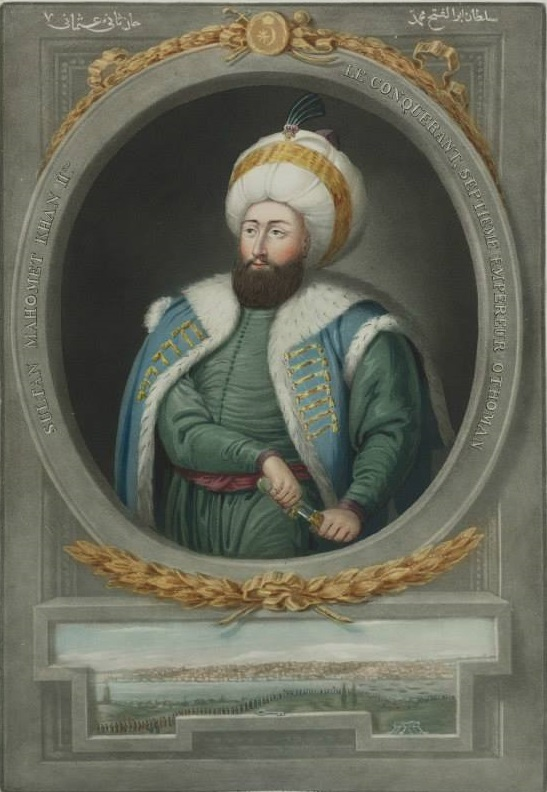
Le sultan Mehmet II qui conquit Constantinople ainsi que le despotat de Morée.

Thomas ayant refusé de rendre quelques villes à Démétrios, la guerre reprit entre les deux frères. Excédé, le sultan décida d’en finir. Au printemps 1460, il vint camper d’abord devant Mistra où Démétrios refusait toujours d’envoyer sa fille Hélène rejoindre le harem du sultan. Cette fois-ci, il dut se rendre aux exigences de Mehmet et livrer et sa femme et sa fille pendant que lui-même était forcé d’accompagner le sultan dans sa conquête du reste de la péninsule. Par la suite, il reçut en apanage du sultan les iles d’Imbros et de Lemnos ainsi que partie de Thasos et de Samothrace et la ville thrace d’Enos où il vécut dans l’aisance jusqu’à ce que le sultan lui retire sa confiance après avoir, semble-t-il, trempé dans une affaire de malversation. Le sultan lui enleva son apanage et il dut se retirer à Didymotique, puis à Andrinople où vivait sa fille Hélène que le sultan n’avait finalement jamais installée dans son harem. C’est là qu’il mourut ainsi que sa femme en 1470.
Thomas pour sa part choisit la fuite, s’échappant vers l’Italie où il présenta au pape les reliques de saint André en contrepartie d’une pension qui lui permit de demeurer en Italie jusqu’à sa mort en 1465. L’ainé de ses fils, qui prit le titre de « Imperator Constantinopolitanus » demeura à Rome mais offensa ses protecteurs en épousant une femme dont nous ignorons l’origine. Il mourut en 1502 après avoir vendu ses droits d’abord à Charles VIII de France et ensuite à Ferdinand II d'Aragon et Isabelle Ire de Castille. Son cadet quitta Rome pour Constantinople où il fut reçu par le sultan. Il eut deux fils dont l’un mourut en bas âge et l’autre se convertit à l’islam sous le nom de Mehmet Pasha.
Parmi ses filles, l’ainée, Hélène était déjà veuve du prince serbe Lazar Branković ; elle eut trois filles, la première qui épousa le roi de Bosnie, mais disparut dans un harem quelques mois après la conquête du pays par les Turcs. La deuxième épousa le seigneur de Céphalonie mais mourut quelques mois plus tard. Quant à la troisième, elle épousa le fils du chef albanais Skanderbeg. La plus jeune fille de Thomas, Zoé, épousa le tsar de Moscou, Ivan III et prit le prénom de Sophie. Elle eut six fils et une fille qui devint reine de Pologne, alors que l’un de ses petits-enfants devait être le tsar Ivan le Terrible.

## Autres branches des Paléologues

### Les Paléologues dans les Balkans
Après la chute de l’'Empire, plusieurs dynasties homonymes apparaissent dans les Balkans, notamment dans les îles grecques, au Phanar et dans les Principautés danubiennes, sans que l’on puisse démontrer de filiation directe par rapport aux précédents Paléologue. La dynastie roumaine est la plus fameuse. Alliée aux plus grands lignages du pays, notamment à Constantin II Brâncoveanu, elle n’a pourtant donné aucun prince au pays, contrairement à d’autres dynasties revendiquant des ascendances byzantines, comme les Duca ou les Cantacuzènes. Au XIXe siècle, le hospodar de Valachie Georges Bibesco, accusa son rival Alexandre Paléologue de comploter contre lui et le bannit du pays. Alexandre choisit la France comme terre d’exil et y épouse Frédérique de Ridder. Leur fils, Maurice Paléologue fut ambassadeur de France en Russie pendant la Grande Guerre. Une autre branche de la famille, également très francophile quoique demeurée en Roumanie, a donné les philosophes et hommes politiques tels Alexandre Paléologue et Théodore Paléologue. Enfin, une autre branche a donné les exégètes de l’œuvre de Constantin Brâncuși V. G. Paleolog et son fils Tretie Paleolog.

### Les Paléologues en Italie

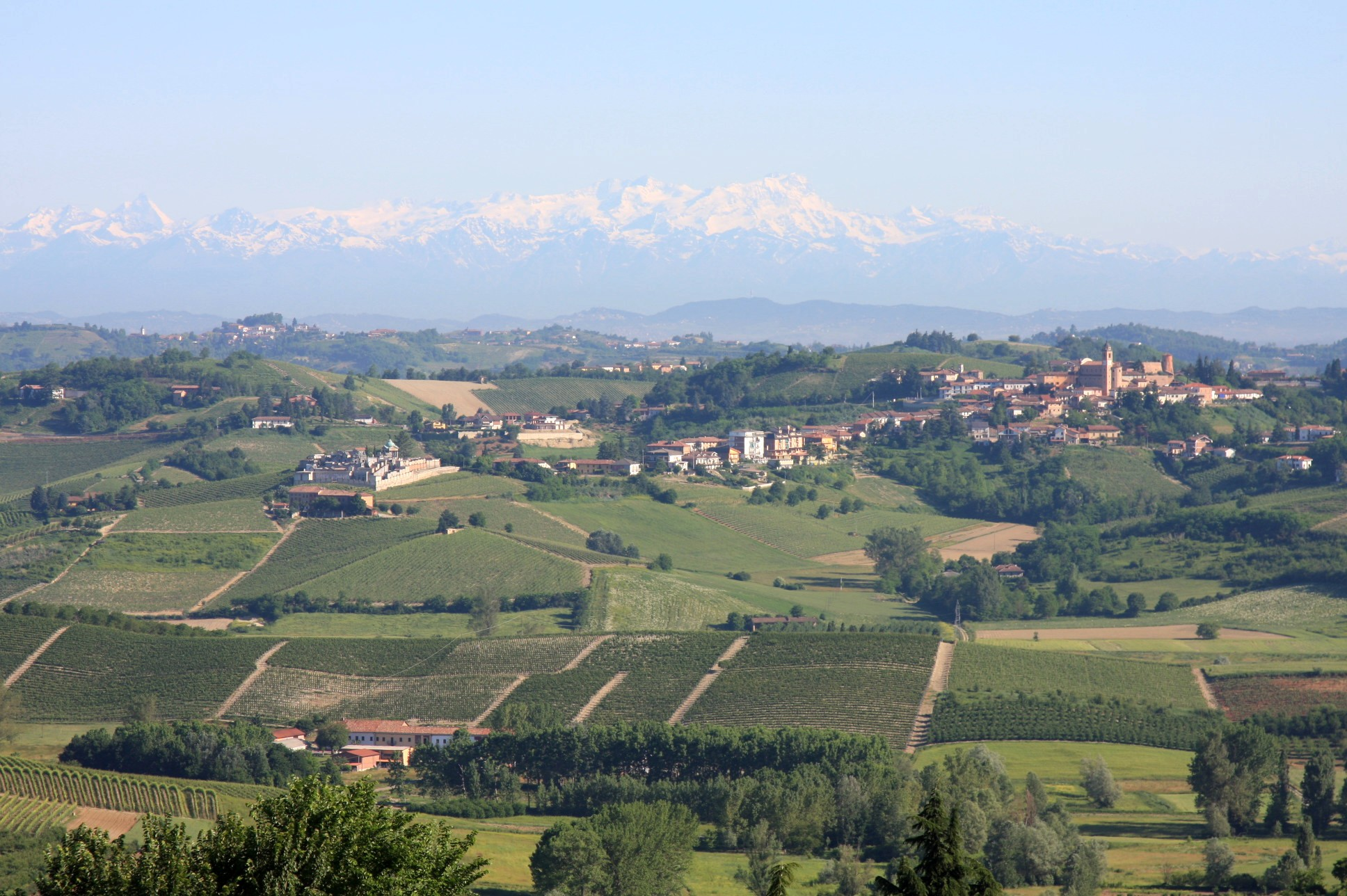
Paysage typique du Montferrat, région viticole réputée du Piémont.

Les lacunes dans les archives des Balkans empêchent de prouver la filiation des Paléologue phanariotes avec les Paléologue byzantins, en revanche les liens entre les Paléologue du Monteferrat et les Paléologue byzantins sont établis avec certitude. Aujourd’hui à cheval entre la France et l’Italie, le Montferrat fut d’abord un comté avant de devenir marquisat sous le comte Alérame en 967. Certains membres de la famille s’illustrèrent aux croisades, tels Boniface de Montferrat (vers 1150-1207) qui fut l’un des chefs de la quatrième croisade et devint roi de Thessalonique de 1205 à 1207. Il s’ensuivit des alliances avec la famille royale latine de Jérusalem et avec les familles byzantines des Comnènes et des Paléologues. Théodore, le deuxième fils d’Andronic II et de Yolande (Irène) de Montferrat, recueillit le marquisat de Montferrat lorsque son oncle, Jean Ier, mourut en 1305 et que s’éteignit la lignée masculine des Aleramici.
La famille dirigea le marquisat jusqu’en 1533. Pendant cette période, les territoires de la famille s’étendirent au Piémont et en Lombardie provoquant des réactions tantôt amicales, tantôt hostiles des familles des ducs de Savoie et des Visconti de Milan. Jean-Jacques (1395-1445) vit le prestige de la famille augmenter par le mariage de sa sœur, Sophie, à l’avant-dernier empereur de Constantinople, Jean VIII Paléologue. Après la mort sans héritier du marquis Jean-Georges en 1533, le marquisat fut quelque temps sous domination impériale (1533-1536) avant de passer dans la famille des Gonzague, déjà ducs de Mantoue (1536-1708).
Comme pour les Lascaris de Vintimille, plusieurs familles nobles italiennes issues des Paléologues par les femmes revendiquent ou utilisent le nom de la dynastie impériale.

### Les Paléologues en Russie

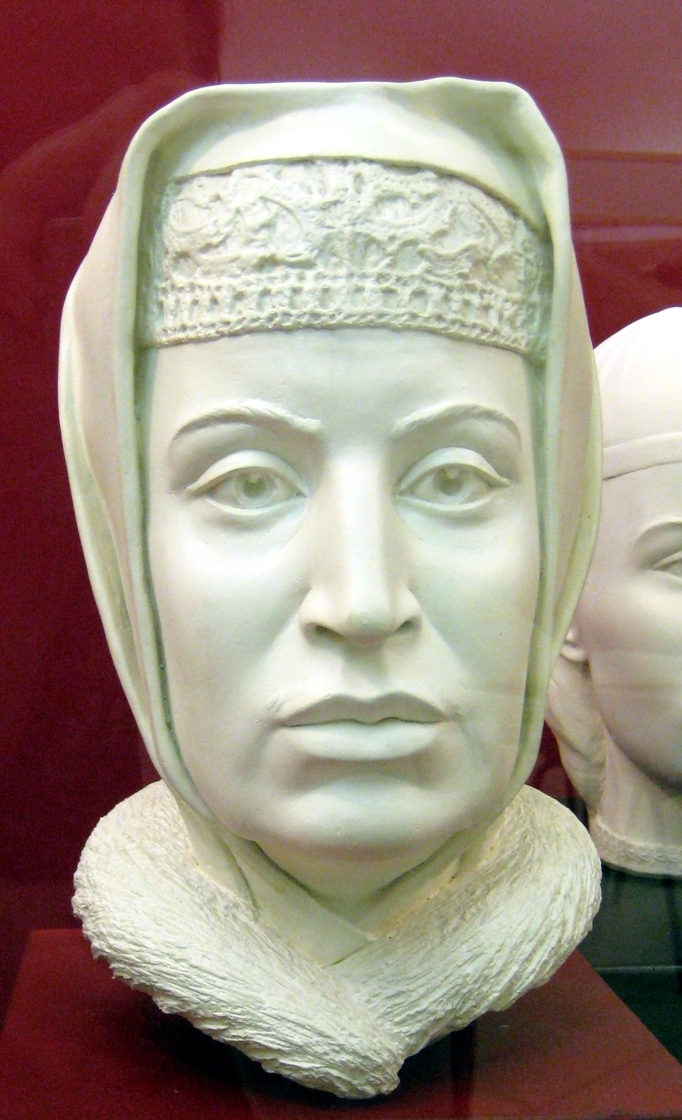
Zoé (Sophie) Paléologue d'après une reconstruction faciale de S. Nikitin, 1994.

Née en Morée vers 1450, Zoé Paléologue était la fille de Thomas Paléologue, le dernier despote de Morée, et de la princesse génoise Catherine Zaccaria ainsi que la nièce du dernier empereur byzantin, Constantin XI. Après la conquête du despotat par les Turcs en 1460, elle trouva refuge à Rome où le cardinal Bessarion la prit en charge avec ses deux frères, André et Manuel. 
Neuf ans plus tard, le pape Paul II, qui espérait attirer la grande-principauté dans le giron de Rome, offrit Sophie en mariage au grand-prince Ivan III de Moscou. Le couple fut marié en juin 1472 dans la cathédrale de la Dormition de Moscou. Mais le plan du pape échoua et à la suite de son mariage, Zoé, renommée Sophie, fut admise dans l’Église orthodoxe. Femme de caractère, elle semble avoir eu une grande influence sur son mari, notamment en convainquant celui-ci de léguer le trône à leur fils Basile, plutôt qu’au petit-fils d’Ivan, Dimitri, comme celui-ci en avait l’intention. 
Cultivée et encourageant les arts, elle fit pénétrer les influences italiennes et byzantines dans sa patrie d’adoption. Selon plusieurs auteurs, son mariage aurait servi de justification aux prétentions de Moscou à la succession morale et religieuse de l’empire byzantin ainsi qu’à la théorie selon laquelle Moscou aurait été la troisième Rome, théorie rejetée par d’autres auteurs. C’est également à ce moment que l’aigle à deux têtes des Paléologues fut intégré dans les armoiries de Russie,.

## Emblèmes de la maison Paléologue

La croix tétragrammatique telle qu'on la voit sur une bannière de l'atlas catalan Conosçimiento de todos los reyos (vers 1350).
Armoiries des marquis de Montferrat au XVe siècle.
Insigne de la maison des Paléologues avec l'aigle à deux têtes et le sympilima ou monogramme de la famille.

### L'Aigle à deux têtes
Un emblème couramment utilisé par les Paléologues était l’aigle à deux têtes sur la poitrine duquel on retrouve occasionnellement le sympilima ou monogramme dynastique de la famille. La première utilisation que l’on connaisse remonte à 1301. Au XIVe siècle, les Paléologues utilisaient indifféremment l’aigle à une ou deux têtes. Ce serait Alexis Ier Comnène qui aurait définitivement opté pour l’aigle à deux têtes, animal mythique de sa Paphlagonie natale, mais interprété par la suite comme l’empire dans ses composantes occidentale et orientale.

### La croix tétragrammatique
L’écrivain Pseudo-Kodinos, curopalate, ou intendant, à la cour de Constantinople, atteste au XIVe siècle l’usage de la « croix tétragrammique » (ou croix à quatre lettres) sur les pavillons flottant sur les navires impériaux alors que le megas doux, ou amiral, arborait l’image de l’empereur à cheval. Les quatre éléments représentés de part et d’autre de la croix peuvent être vus ou bien comme des langues de feu (en grec, πυρέκβολα), telles qu’on les retrouve sur l’Ordre de la Toison d’Or, ou comme la lettre « B » (beta en grec). Dans ce dernier cas, il s’agirait des lettres initiales de la devise des Paléologues : Roi des Rois, régnant sur les rois (Βασιλεὺς Βασιλέων Βασιλευόντων/Βασιλεῦσι, Vasileus Vasileon Vasileuon Vasileuonton/Vasileusi ).

### L'héraldisation des emblèmes par les Occidentaux
Les occidentaux ont souvent voulu représenter l'Orient byzantin selon leurs propres catégories. Dans les enluminures et les chroniques provenant des officines occidentales on retrouve donc une emblématique conforme aux supports et aux canons en usage en France, en Angleterre ou en Allemagne. L'usage de la bannière et de l'écu armoriés est donc fréquent dans ces sources de seconde voire de troisième main. En ce qui concerne la bannière, deux grands types y sont employés : une bannière à l'aigle impériale et une autre écartelant la croix de saint Georges et la croix tétragrammatique des Paléologues. Il est difficile de savoir si ces emblèmes correspondaient à une autre réalité que l'imagination des peintres occidentaux.

### Les branches italiennes: une héraldique à l'occidentale
L'installation dans le Montferrat d'une partie de la dynastie, en revanche, a permis la fixation d'une héraldique conforme aux canons occidentaux. La famille a commencé par écarteler l'aigle et la croix tétragrammatique en ajoutant en abîme l'écu de Montferrat. Au fil des unions avec les rois de Majorque puis les ducs de Bar, les armes d'Aragon, de Jérusalem, de Saxe et de Bar se sont ajoutées à la composition. Ces différents quartiers passent ensuite aux Gonzague lorsqu'ils sont investis du marquisat en 1536. On retrouve l'aigle et la croix dans les armes de plusieurs autres familles nobles italiennes qui ont repris le nom de Paléologue.

## Généalogie
```
Nicéphore Paléologue
 († 1081)
│
├─> Nicolas
│
└─> 
Georges
 (1068 † 1110)
    x Anne Doukas (1068 † 1110..35)
    │
    ├─> Alexis
    │   x Anne Comnène
    │   │
    │   └─> 
Georges
 (1125 † 1167/68), sébaste
    │       │
    │       └─> 
Alexis
 († 1203)
    │           x Irène Ange, fille d'
Alexis 
III

    │           │
    │           └─> Théodora
    │               x 
Andronic Paléologue
, grand domestique
    │
    └─> Nicéphore Paléologue
        │
        └─> Michel Comnène
            │
            └─> Alexis
                x Irène Comnène
                │
                └─> 
Andronic
 (1190 † 1248/52), grand domestique
                    x Théodora Paléologue
                    │
                    ├─> Irène Eulogie (1218 † 1284)
                    │   x 
Jean Cantacuzène
, 
pinkernès

                    │
                    ├─> 
Michel 
VIII
 (1223 † 1282)
                    │   x 
Théodora Vatatzès
 (1240 † 1303)
                    │   │
                    │   ├─> Irène
                    │   │   x 
Ivan Asen 
III
, tsar de Bulgarie (1259/1260 † 1303)
                    │   │
                    │   ├─> 
Andronic 
II
 (1259 † 1332)
                    │   │   x 1) 
Anne de Hongrie
 (1260 † 1281)
                    │   │   x 2) 
Yolande de Montferrat
 (1274 † 1317)
                    │   │   │
                    │   │   ├─1> 
Michel 
IX
 (1277 † 1320)
                    │   │   │    x 
Rita d'Arménie
 (1278 † 1333)
                    │   │   │    │
                    │   │   │    ├─> 
Andronic 
III
 (1296 † 1341)
                    │   │   │    │   x 1) 
Irène de Brunswick
 (1293 † 1324)
                    │   │   │    │   x 2) 
Jeanne de Savoie
 (1306 † 1360)
                    │   │   │    │   │
                    │   │   │    │   ├─2> Irène (1327 † ap.1356)
                    │   │   │    │   │    x 
Michel Asen
, tsar de Bulgarie († 1354)
                    │   │   │    │   │
                    │   │   │    │   └─2> 
Jean 
V
 (1332 † 1391)
                    │   │   │    │        x 
Hélène Cantacuzène
 (1333 † 1396)
                    │   │   │    │        │
                    │   │   │    │        ├─> 
Andronic 
IV
 (1348 † 1385)
                    │   │   │    │        │   x 
Marie Keratsa de Bulgarie
 (1348 † 1390)
                    │   │   │    │        │   │
                    │   │   │    │        │   └─> 
Jean 
VII
 (1370 † 1408)
                    │   │   │    │        │       x 
Irène Gattilusio
 († 1440)
                    │   │   │    │        │       │
                    │   │   │    │        │       └─> 
Andronic 
V
 (1400-1407) 
                    │   │   │    │        │ 
                    │   │   │    │        ├─> 
Manuel 
II
 (1350 † 1425)
                    │   │   │    │        │   x 
Hélène Dragaš
 (1376 † 1450)
                    │   │   │    │        │   │
                    │   │   │    │        │   ├─> 
Jean 
VIII
 (1392 † 1448)
                    │   │   │    │        │   │   x 1) 
Anne de Moscou
 (1393 † 1417)
                    │   │   │    │        │   │   x 2) 
Sophie de Montferrat
 (1396 † 1437)
                    │   │   │    │        │   │   x 3) 
Marie de Trébizonde
 († 1439)
                    │   │   │    │        │   │
                    │   │   │    │        │   ├─> 
Théodore II
, despote de Morée (1396 † 1448)
                    │   │   │    │        │   │   x Cléopha Malatesta
                    │   │   │    │        │   │   │
                    │   │   │    │        │   │   └─> 
Hélène
 (1428 † 1458)
                    │   │   │    │        │   │       x 
Jean 
II
, roi de Chypre
                    │   │   │    │        │   │
                    │   │   │    │        │   ├─> 
Andronic
 (1400, † 1428), despote de Thessalonique
                    │   │   │    │        │   │
                    │   │   │    │        │   ├─> 
Constantin 
XI
 
Dragasés
 (1405 † 1453)
                    │   │   │    │        │   │   x 1) 
Maddalena Tocco
 († 1429)
                    │   │   │    │        │   │   x 2) Catherine Gattilusi († 1442)
                    │   │   │    │        │   │
                    │   │   │    │        │   ├─> 
Démétrios
 (1407 † 1470), despote de Morée
                    │   │   │    │        │   │
                    │   │   │    │        │   └─> 
Thomas
 (1409 † 1465), despote de Morée
                    │   │   │    │        │       x Catherine Zaccaria
                    │   │   │    │        │       │
                    │   │   │    │        │       ├─> 
Hélène
 (1431 † 1473)
                    │   │   │    │        │       │   X 
Lazar Branković
, despote de Serbie
                    │   │   │    │        │       │
                    │   │   │    │        │       ├─> 
André
 (1453 † 1502)
                    │   │   │    │        │       │
                    │   │   │    │        │       ├─> 
Manuel
 (1455 † 1512)
                    │   │   │    │        │       │
                    │   │   │    │        │       └─> 
Sophie
 († 1503)
                    │   │   │    │        │           X 
Ivan 
III
, grand prince de Russie
                    │   │   │    │        │
                    │   │   │    │        └─> 
Théodore 
I
er
, despote de Morée (1355 † 1407)
                    │   │   │    │
                    │   │   │    ├─> Anne († 1321)
                    │   │   │    │   x 1) 
Thomas 
I
er
, despote d'Épire († 1318)
                    │   │   │    │   x 2) 
Niccolò Orsini
, comte de Céphalonie et despote d'Épire
                    │   │   │    │
                    │   │   │    └─> Théodora
                    │   │   │        x 1) 
Théodore Svetoslav
 († 1321), tsar de Bulgarie
                    │   │   │        x 2) 
Michel III Chichman Asen
 († 1330), tsar de Bulgarie
                    │   │   │
                    │   │   ├─1> Constantin, despote de Thessalonique
                    │   │   │
                    │   │   ├─2> 
Jean
 (1286 † 1307), despote de Thessalonique
                    │   │   │    x 
Irène Choumnaina

                    │   │   │
                    │   │   ├─2> 
Théodore 
I
er
 (1291 † 1338), 
marquis de Montferrat

                    │   │   │    x Argentina Spinola
                    │   │   │    │
                    │   │   │    ├──> 
Jean 
II
 (1313 † 1372), marquis de Montferrat
                    │   │   │    │    x 
Isabelle 
I
re
 de Majorque
 (1338 † 1404)
                    │   │   │    │    │
                    │   │   │    │    ├──> 
Otton 
II
 il Secondotto
 (1360 † 1378), marquis de Montferrat
                    │   │   │    │    │    x 
Violante Visconti
 (1354 † 1386)
                    │   │   │    │    │
                    │   │   │    │    ├──> 
Jean 
III
 (1362 † 1381), marquis de Montferrat
                    │   │   │    │    │
                    │   │   │    │    └──> 
Théodore 
II
 (1364 † 1418), marquis de Montferrat
                    │   │   │    │         x 1) Jeanne de Bar
                    │   │   │    │         x 2) 
Marguerite de Savoie
 († 1464)
                    │   │   │    │         │
                    │   │   │    │         ├─1> 
Jean Jacques
 (1395 † 1445), marquis de Montferrat
                    │   │   │    │         │    x Jeanne de Savoie
                    │   │   │    │         │    │
                    │   │   │    │         │    ├──> 
Jean 
IV
 (1413 † 1464), marquis de Montferrat
                    │   │   │    │         │    │    x 
Marguerite de Savoie
 (1439 † 1483)
                    │   │   │    │         │    │
                    │   │   │    │         │    ├──> 
Amédéa
 (1418 † 1440)
                    │   │   │    │         │    │     x 
Jean 
II
, roi de Chypre
                    │   │   │    │         │    │
                    │   │   │    │         │    ├──> 
Guillaume 
VIII
 (1420 † 1483), marquis de Montferrat
                    │   │   │    │         │    │    x Elizabetta Sforza
                    │   │   │    │         │    │    │
                    │   │   │    │         │    │    └──> 
Blanche
 (1472 † 1519)
                    │   │   │    │         │    │         x 
Charles 
I
er
, duc de Savoie
                    │   │   │    │         │    │
                    │   │   │    │         │    └──> 
Boniface 
III
 (1426 † 1494), marquis de Montferrat
                    │   │   │    │         │         x Marie de Serbie (1466 † 1495)
                    │   │   │    │         │         │
                    │   │   │    │         │         ├──> 
Guillaume 
IX
 (1486 † 1518), marquis de Montferrat
                    │   │   │    │         │         │    x 
Anne d'Alençon
 (1492 † 1562)
                    │   │   │    │         │         │    │
                    │   │   │    │         │         │    ├──> Marie (1508 † 1530)
                    │   │   │    │         │         │    │    
x 
Frédéric 
II
 Gonzague, duc de Mantoue
 (na)
                    │   │   │    │         │         │    │
                    │   │   │    │         │         │    ├──> 
Marguerite
 (1510 † 1566), marquise de Montferrat
                    │   │   │    │         │         │    │    x 
Frédéric 
II
, duc de Mantoue
                    │   │   │    │         │         │    │
                    │   │   │    │         │         │    └──> 
Boniface 
IV
 (1512 † 1530), marquis de Montferrat
                    │   │   │    │         │         │
                    │   │   │    │         │         └──> 
Jean Georges
 (1488 † 1533), marquis de Montferrat
                    │   │   │    │         │
                    │   │   │    │         └─1> 
Sophie
 (1399 † 1434)
                    │   │   │    │              x 
Jean 
VIII
, empereur byzantin
                    │   │   │    │
                    │   │   │    └──> 
Yolande
 (1318 † 1342)
                    │   │   │         x 
Aymon de Savoie
, comte de Savoie
                    │   │   │
                    │   │   └─2> 
Simone

                    │   │        x 
Stefan Uroš 
II
, roi de Serbie († 1321)
                    │   │
                    │   ├─> Constantin Athanase (1261 † 1306)
                    │   │
                    │   ├─> 
Eudoxie
 (1265 † 1302)
                    │   │   x 
Jean 
II
, empereur de Trébizonde
                    │   │
                    │   └─> Théodora
                    │       x 
David 
VI
, roi de Géorgie († 1293)
                    │
                    └─> 
Jean
 (1225/30 † 1274), général et grand domestique
```